# Transaero Airlines
Transaero Airlines (Russisch: Авиакомпания Трансаэро) was een Russische luchtvaartmaatschappij. Vanaf haar thuisbasis Domodedovo International Airport in Moskou voerde ze zowel lijn- als charterdiensten uit naar 170 bestemmingen, waarvan 123 internationaal in 2014. Transaero raakte in financiële problemen en in oktober 2015 werd het faillissement onvermijdelijk.

## Activiteiten
Transaero is op 5 november 1991 van start gegaan. Ze heeft een snelle groei doorgemaakt en was in 2014, na Aeroflot, de grootste luchtvaartmaatschappij van Rusland. In 2014 had het een marktaandeel van 13% op de binnenlandse markt en van 23% op het internationale vliegverkeer. Op 31 december 2014 bestond de vloot uit 104 toestellen, waarvan vijf van Russische makelij en de rest van Boeing. Er werkten 10.640 personen bij het bedrijf in 2014.
In de laatste vijf jaren is het aantal passagiers verdubbeld van 6,6 miljoen in 2010 naar 13,2 miljoen in 2014. Van de omzet werd in 2014 zo'n 70% behaald door passagiers die internationaal reizen en 22% op de binnenlandse markt. De overige acht procent van de omzet is afkomstig van vracht- en postvervoer en overige inkomsten. In 2013 en 2014 leed het bedrijf zware verliezen waarmee de financiële positie werd uitgehold.
In 2014 haalde het bedrijf een aantal kunstgrepen uit om de resultaten beter uit te laten komen. De Russische accountant wees hierop en gaf een controleverklaring met beperkingen. Transaero had in 2014 voor zo’n 60 miljard roebel aan immateriële activa opgenomen en de schulden tegen een gunstiger wisselkoers berekend in plaats van de wettelijke verplichtte koers op de balansdatum. De roebel was fors in waarde gedaald in 2014 en door deze aanpassing kwam de schuld zo’n 30 miljard roebel lager uit. Met deze aanpassingen sloot Transaero het jaar af met een positief eigen vermogen, anders had hier een fors negatief bedrag gestaan.

## Geschiedenis
In de eerste periode na de oprichting in 1990 voerde Transaero Airlines enkel chartervluchten uit met geleasede toestellen van Aeroflot. De eerste vlucht vond plaats op 5 november 1991, tussen Moskou en Tel Aviv. In 1992 verwierf de maatschappij een eerste eigen toestel, een Ilyushin Il-86 van Russische makelij. In januari 1993 volgde een eerste lijndienst tussen Moskou en Norilsk. Transaero Airlines werd daarmee pas de tweede Russische luchtvaartmaatschappij (na Aeroflot) die toestemming kreeg om lijndiensten uit te voeren. Aan het gamma werden meer geregelde vluchten toegevoegd, naar Kiev, Sotsji, Alma-Ata en Tel Aviv.
Transaero was de eerste Russische luchtvaartmaatschappij die een westers toestel gebruikte, de Boeing 737-200. Bovendien was ze de eerste met een frequentflyerprogramma, en met een officieel onderhoudscertificaat van FAA.
In september 2015 wordt het noodlijdende Transaero overgenomen door Aeroflot. Transaero is na Aeroflot de grootste luchtvaartmaatschappij van Rusland. In 2014 vervoerde het zo'n 13 miljoen passagiers. Als gevolg van de crisis leed het bedrijf zware verliezen waarmee de continuïteit in gevaar kwam ondanks 9 miljard roebel staatssteun in 2014. Aeroflot neemt 75% van de aandelen over voor het symbolische bedrag van 1 roebel. Begin oktober werd bekend dat de overname door Aeroflot niet doorgaat. Voor de luchtvaartmaatschappij wordt nu een faillissement aangevraagd.
Later diezelfde maand kwam S7 Airlines als mogelijke partner voor Transaero in beeld. S7 mede-eigenaar Vladislav Filyov was bereid 51% van de aandelen Transaero over te nemen. Ruim twee weken later werd deze deal ook alweer achterhaald. Transaero was niet in staat de aandelen op tijd te leveren waardoor ook deze reddingspoging faalde.
Voor het faillissement werd een deel van de vloot van de luchtvaartmaatschappij overgevlogen naar Teruel Airport bij Teruel in Spanje.

## Vloot

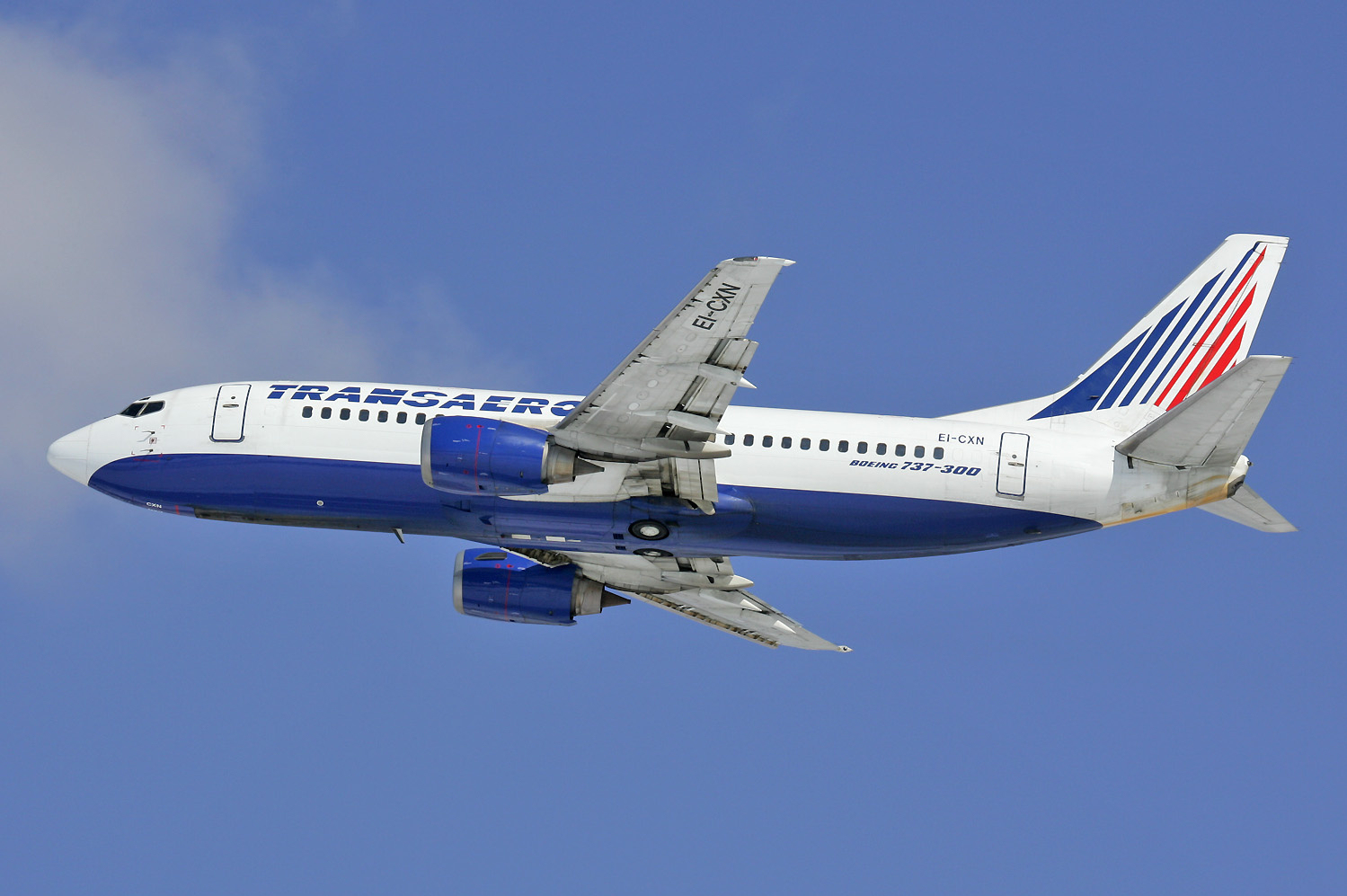
Transaero Boeing 737-300

Op 17 november 2013 bestond de vloot van Transaero Airlines uit volgende toestellen:
| Type                | Aantal | Bestellingen |
| ------------------- | ------ | ------------ |
| Airbus A320 NEO     | 0      | 8            |
| Airbus A380-800     | 0      | 4            |
| Boeing 737-300      | 4      | 0            |
| Boeing 737-400      | 5      | 0            |
| Boeing 737-500      | 14     | 0            |
| Boeing 737-700      | 5      | 0            |
| Boeing 737-800      | 13     | 0            |
| Boeing 747-300      | 4      | 0            |
| Boeing 747-400      | 20     | 0            |
| Boeing 747-8        | 0      | 4            |
| Boeing 767-200ER    | 3      | 0            |
| Boeing 767-300ER    | 10     | 0            |
| Boeing 777-200ER    | 9      | 0            |
| Boeing 777-300      | 5      | 0            |
| Boeing 787-8        | 0      | 4            |
| Sukhoi Superjet 100 | 0      | 6            |
| Tupolev Tu-214      | 3      | 0            |
| Totaal              | 75     | 33           |